# 葵涌廣場

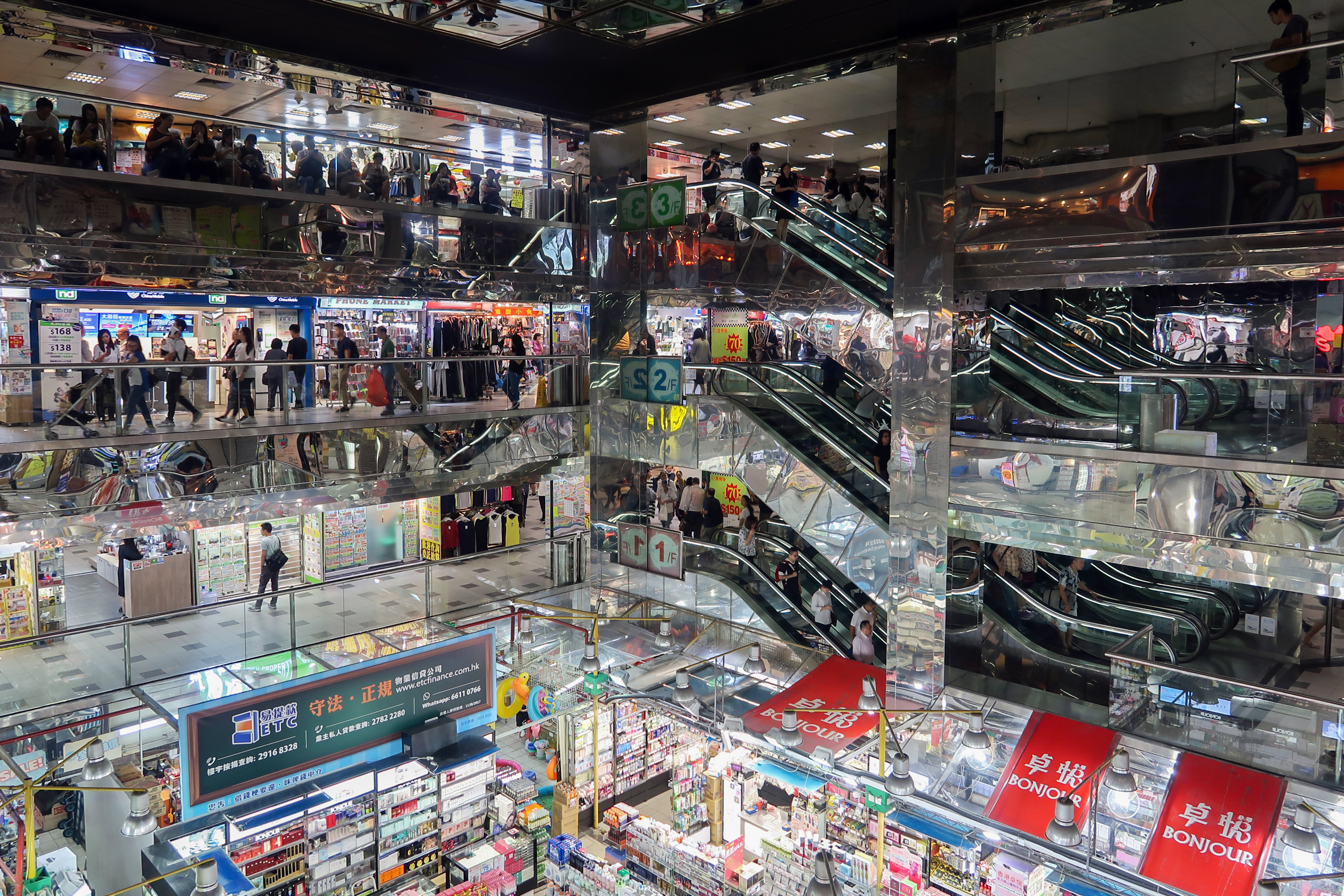
葵涌廣場主中庭（2018年）

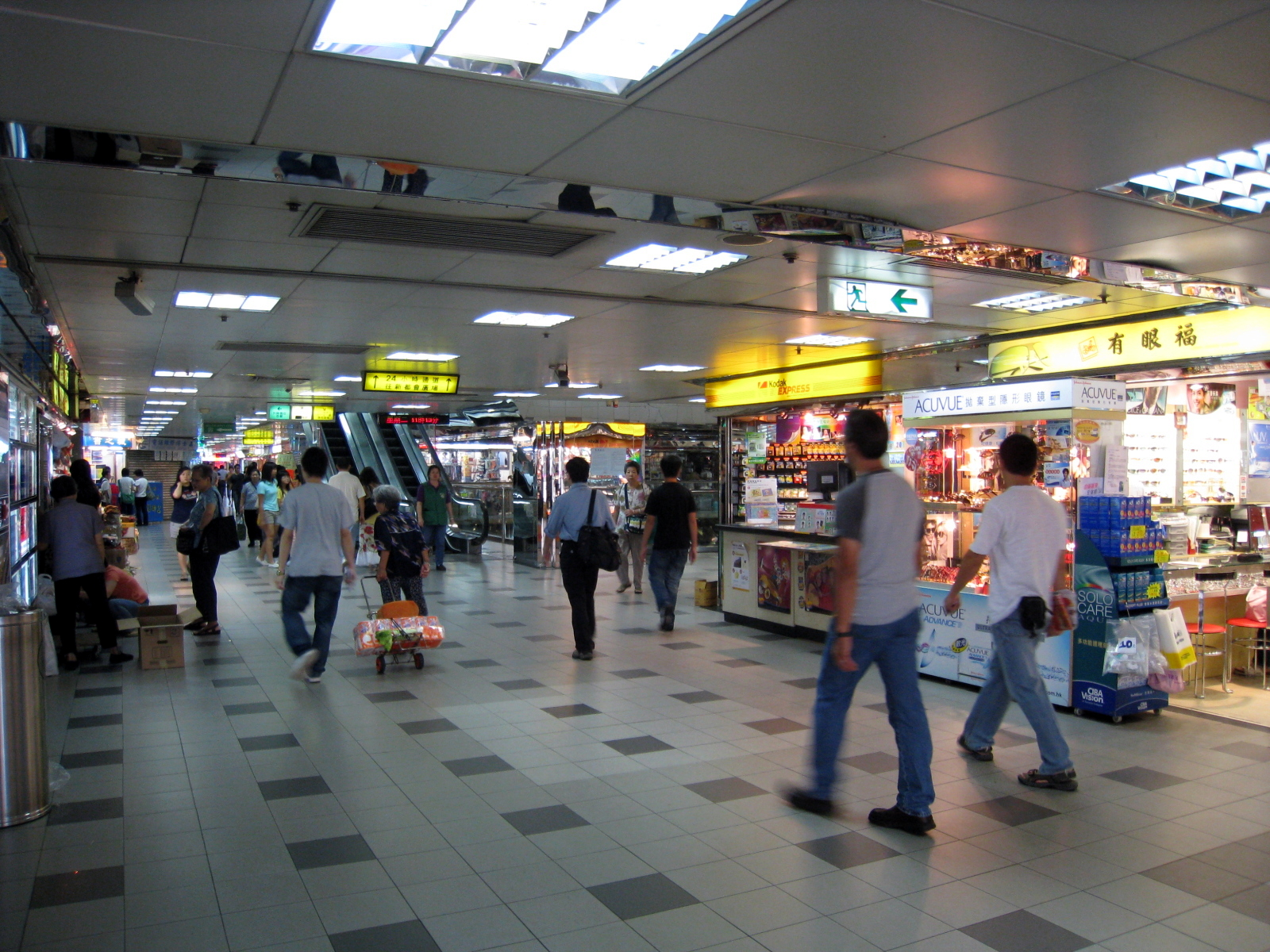
2樓商店（2008年）

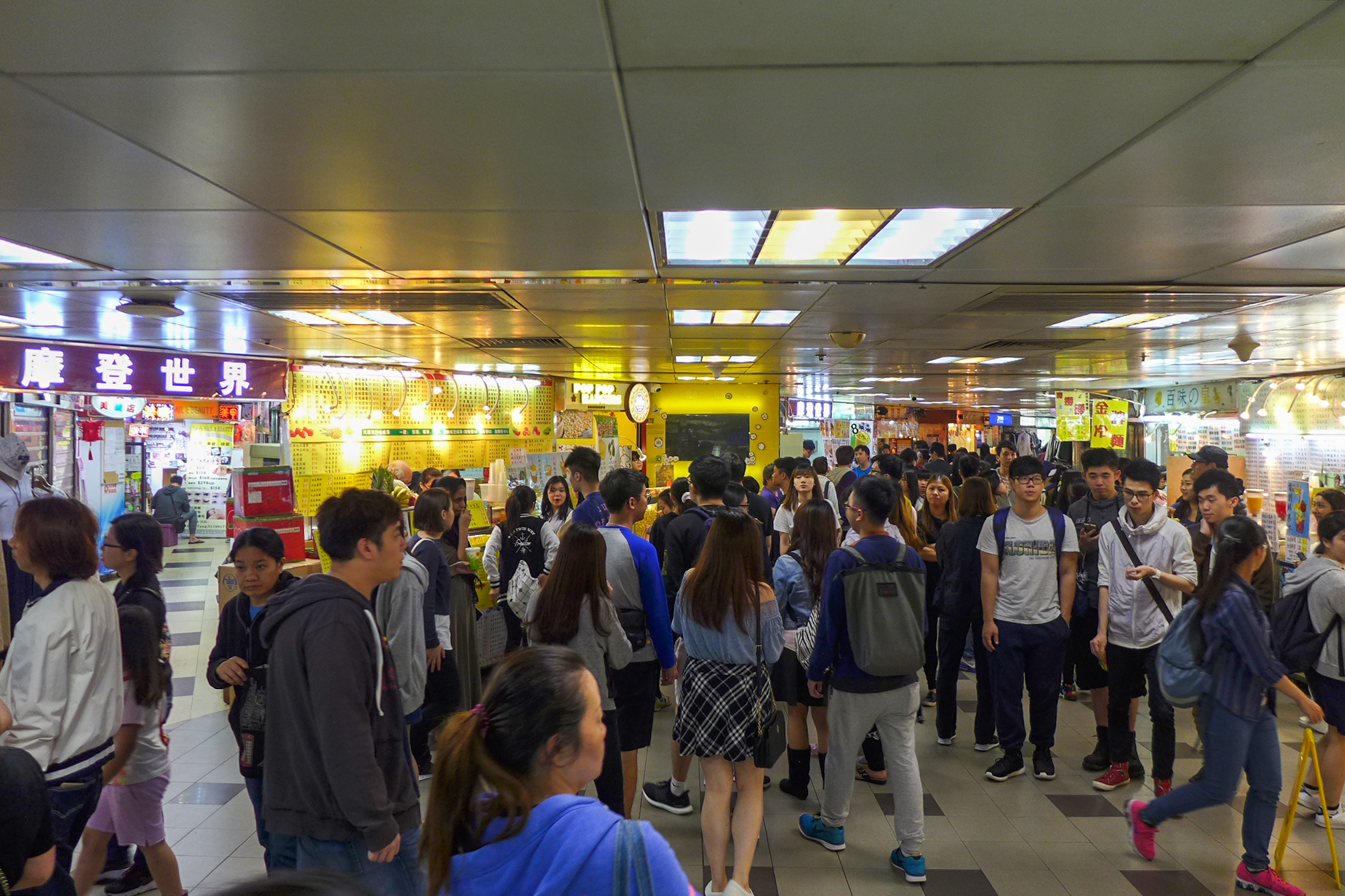
3樓小食街吸引大量年青人光顧（2017年）

葵涌廣場（英語：Kwai Chung Plaza）是香港新界葵青區葵涌市地段398號葵芳葵富路7-11號的私人住宅及商場，在1990年落成，由南豐集團發展，陳進思建築師設計，寶登建築承建。鄰近港鐵葵芳站，並設有行人天橋連接新都會廣場、葵涌運動場及葵芳邨。

## 商場

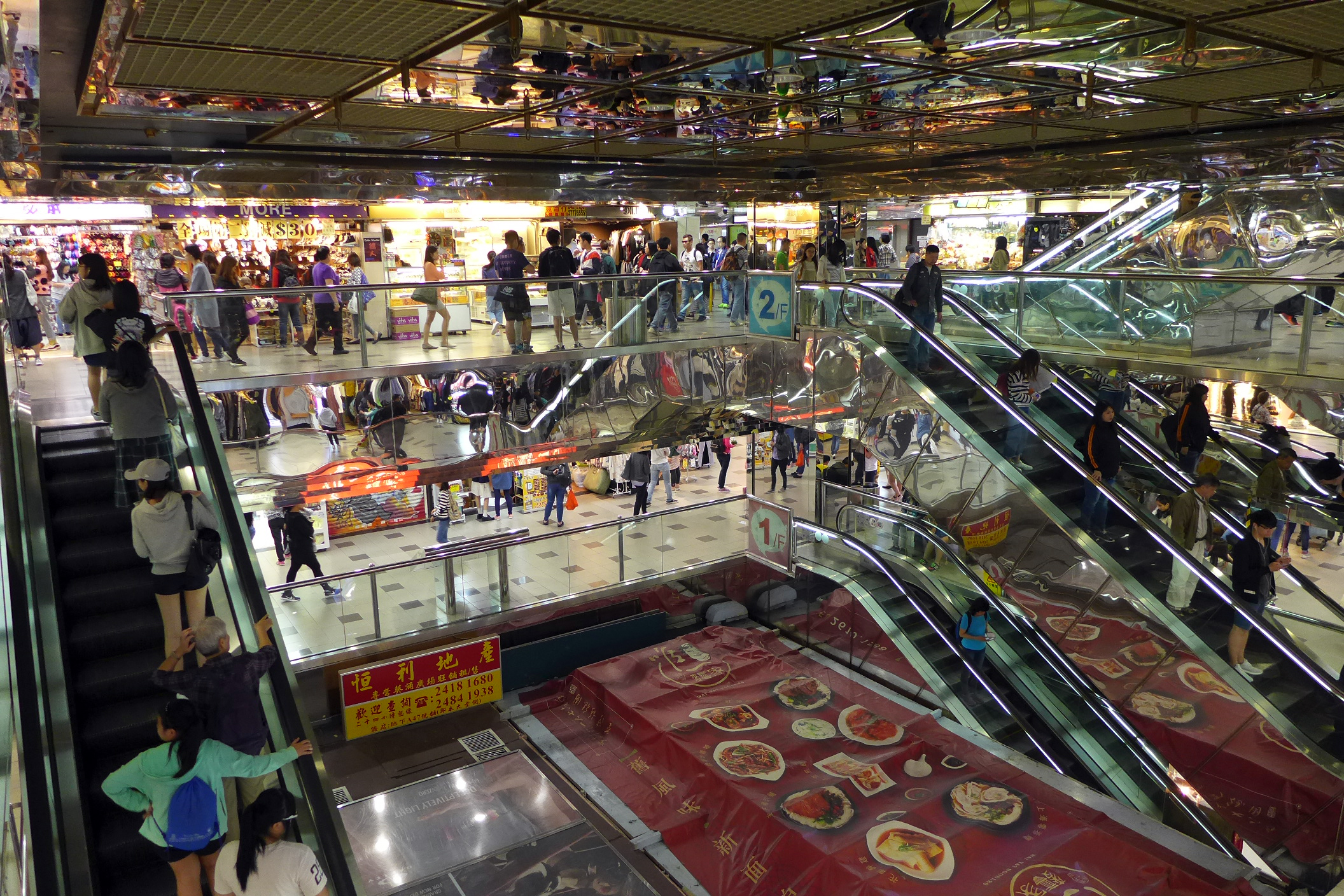
葵涌廣場中庭

葵涌廣場基座商場樓高4層，原有600多家小店，發展商南豐集團實行有別於一般發展商只租不賣的政策，開業前將所有店舖全售給公眾。商場在1994年前人流不多，原因是當時店舖面積大、租金貴、難放租，其後不少業主將面積較大的商舖分割為多個小舖，希望容易放租，包括「摩登世界」、「潮流廊」、「MRT」等。
經過20多年不斷「劏舖」，現時商場的商鋪數量達1000多個，業權分散，大多為小店經營，甚具特色，與香港大多連鎖店林立的商場十分不同；而且相對便宜的價格吸引同區及鄰近地區的學生及年青人閑逛和光顧，獲譽為「平民天堂」。葵涌廣場內的商舖可租可買，不少商戶都以短期租約經營，相對一般商場流動性較大，但一直被批評欠缺劃一的管理。
葵涌廣場設有不少潮流物品店舖及格仔店等，吸引不少年輕人光顧，與旺角區內商場有不少相似地方，店主亦找到合適的生存空間。但商場內亦被傳有不少「黑店」欺騙顧客。
場內每層都雲集了大量非連鎖時裝及小食店，連鎖店商戶則有中銀香港、大家樂、吉野家等；地庫為停車場，地下設有專線小巴站和計程車站，上蓋則有3座住宅大廈。

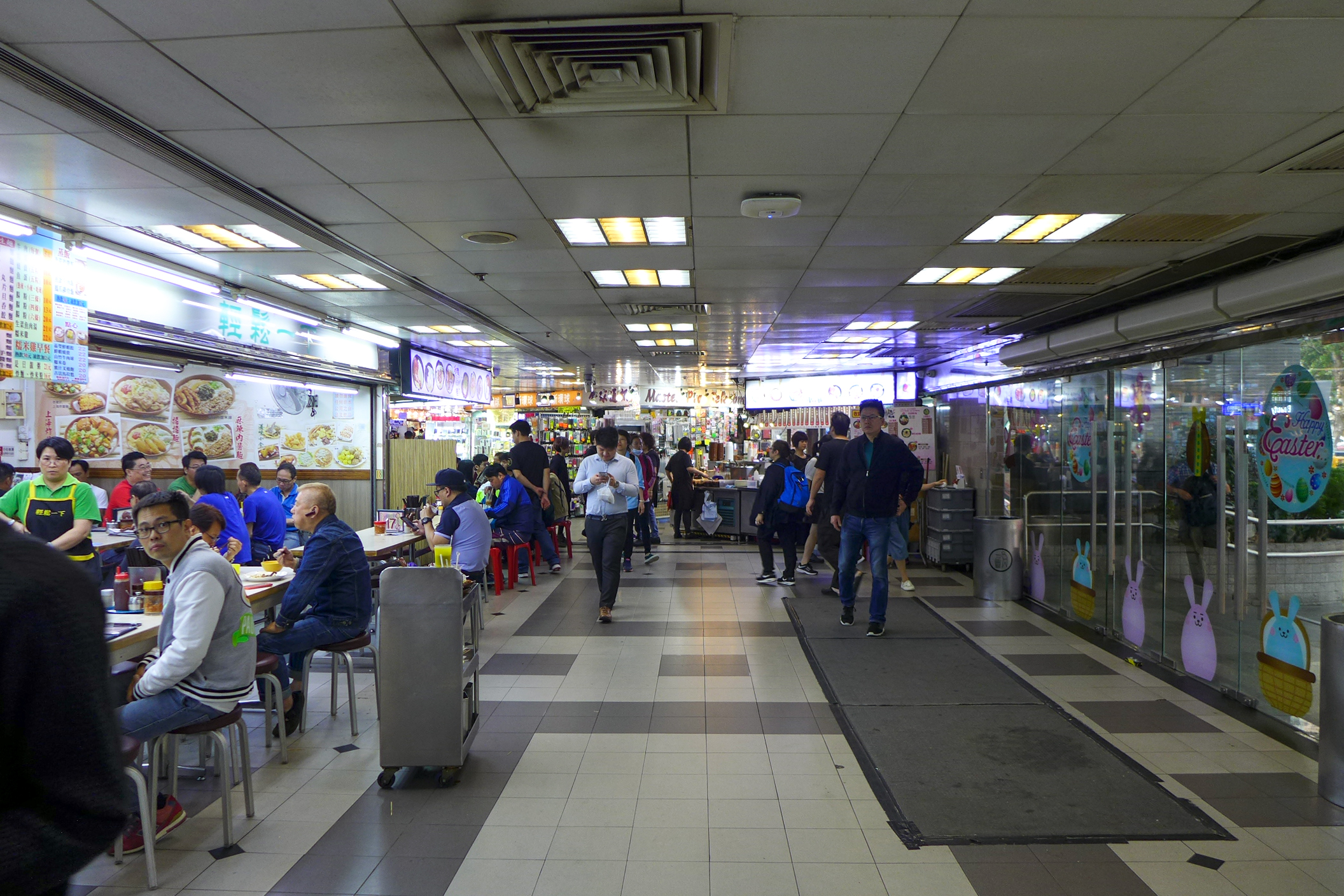
地下餐廳
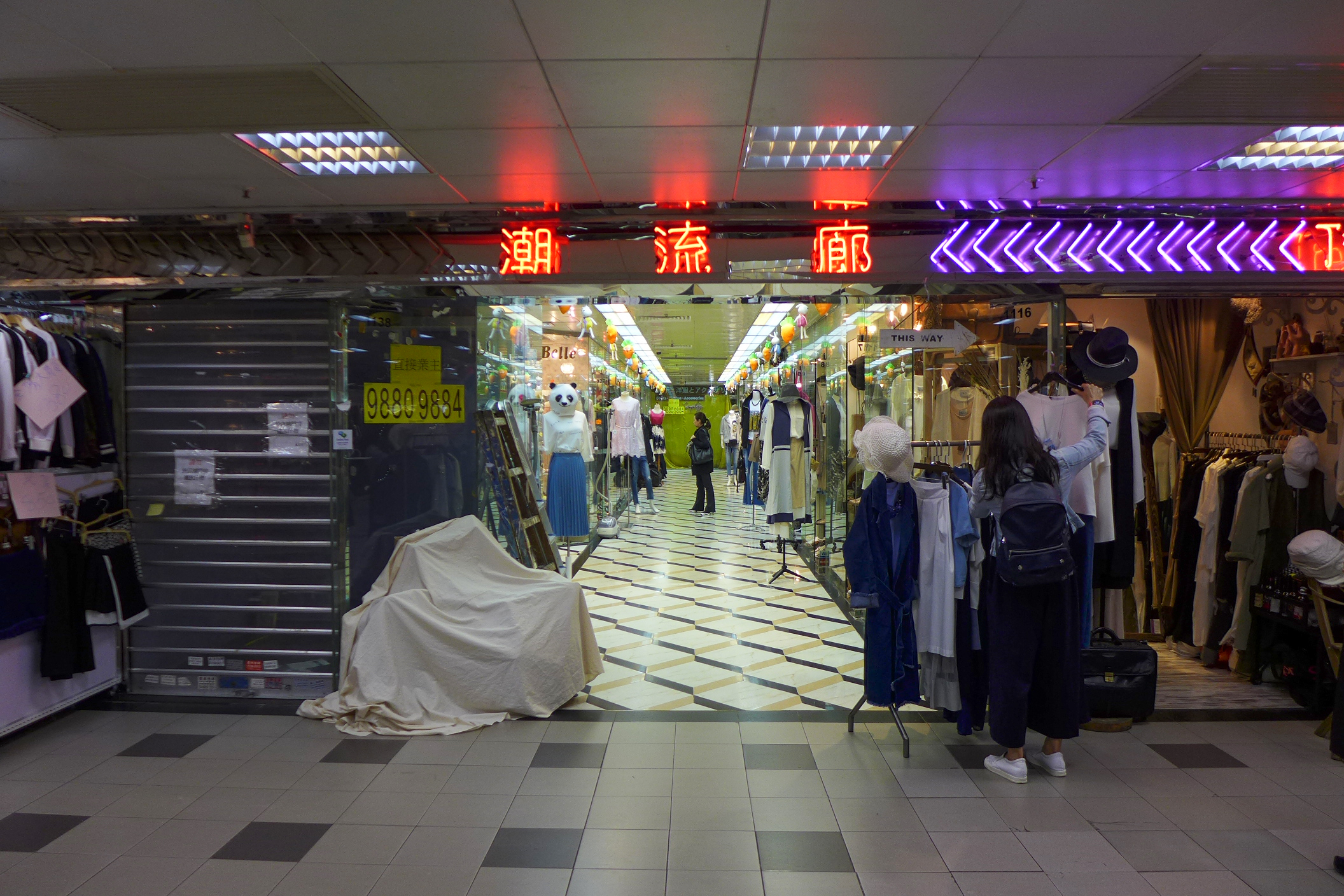
1樓潮流廊
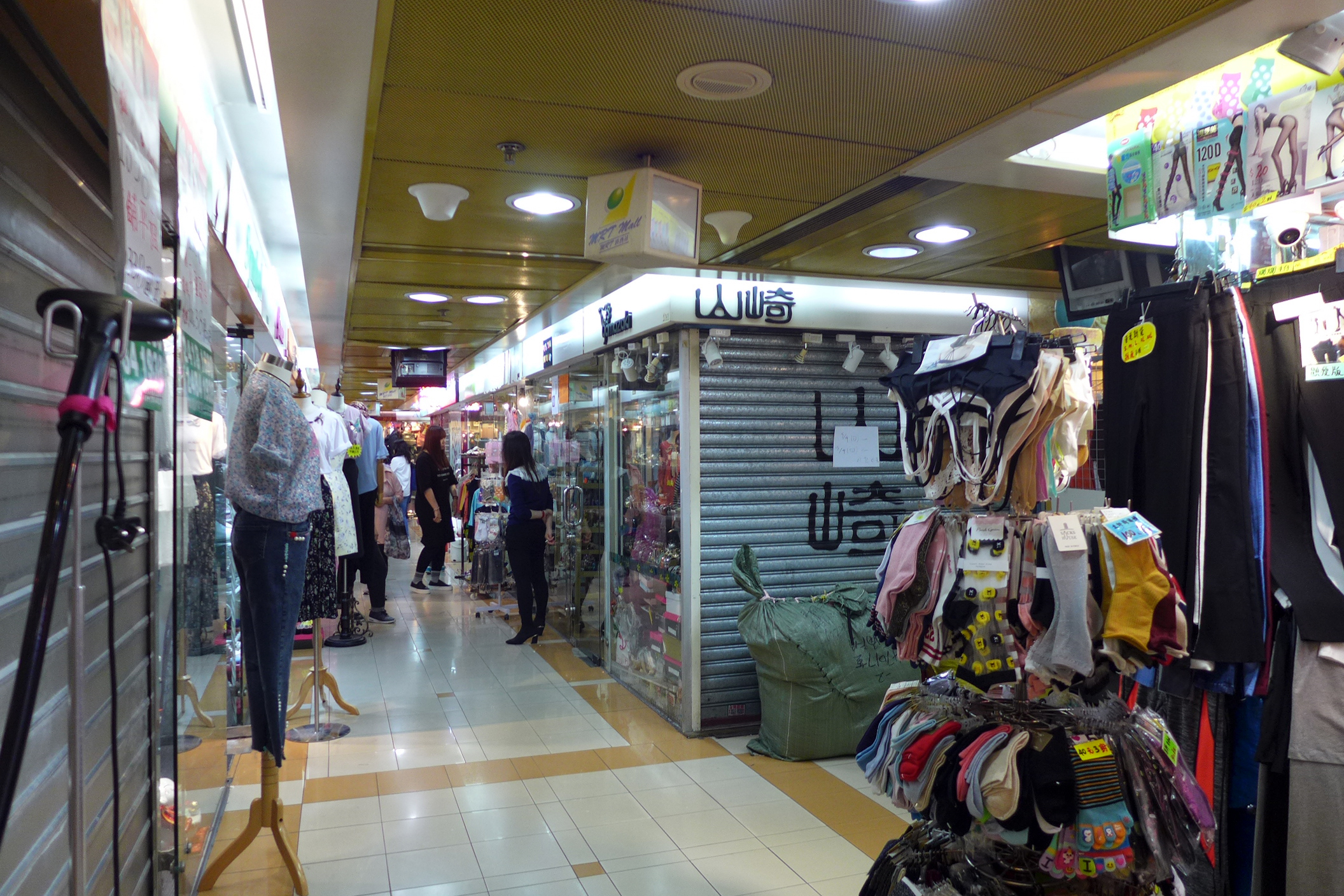
1樓MRT Mall
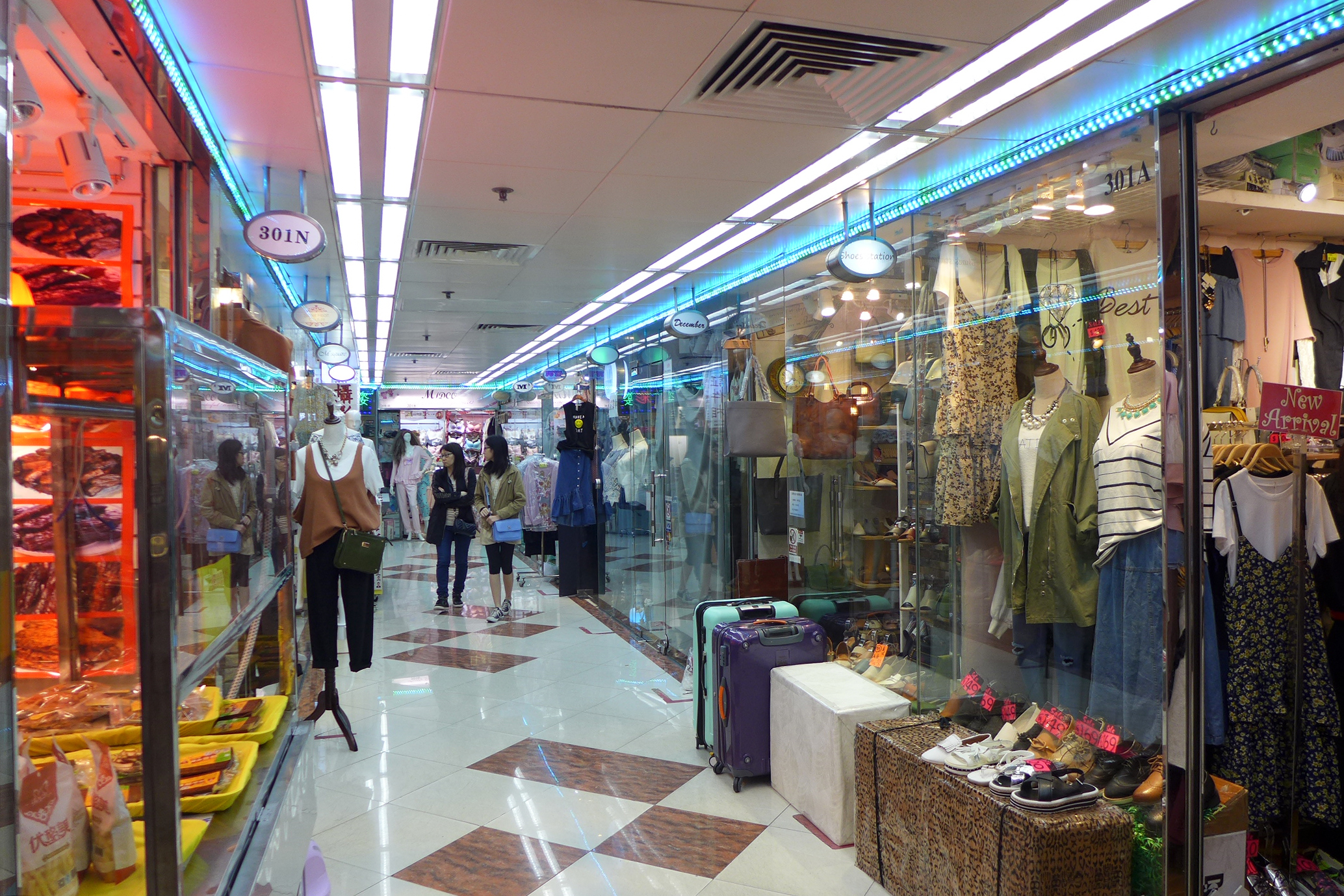
2樓

### 食店
三樓是食店的集中地。由於價格便宜，是不少人的「掃街」熱點。當中亦有如Silence Universe等售賣養生食品、涼茶的異軍。

- 合興隆花生糖
- 大黑魔燒（五代同糖）
- 卷之屋
- 新釗記
- 又一戟日式班戟專門店
- 東門町重慶酸辣粉
- 串燒之王
- 裕興隆食品公司
- 新豐參茸海味公司
- Jetso Shop 著數店（葵涌廣場店）
- Yummy Yummy Ice-Cream
- Milk Ice Cream
- Kiss Ice-cream
- Silence Universe
- Color ChaCha
- Comebuy
- Jolibee
- 齊柏林熱狗
- 屯の大阪章魚燒
- 清玉台式手搖茶
- 歇腳亭Share Tea
- 上海灘

## 住宅
葵涌廣場共有3座住宅，為每層八伙設計，標準單位的建築面積由437-726平方呎，間隔為兩房兩廳及三房兩廳，另設複式單位。在1990年3月入伙。第1,2及3座住宅層數均為27層，而其中第3座30及32樓更設6個複式單位（D及E室除外）合共提供640個住宅單位，4樓平台的康樂設施為2個游泳池、平台花園及兒童遊樂場。

## 事件

### 商場冷氣故障多天
葵涌廣場商場在2019年7月1日起因製凍機故障，冷氣接連多天供應不足，加上天氣悶熱、通風不良，使商場變得儼如一個「大焗爐」，部分食店廚房溫度高達30至40攝氏度，一些食材更因此變壞無法售出，而環境悶熱難耐更使午飯時間生意大減，租戶慨嘆損失慘重，表示損失金額達6位數字，有些更索性關門不營業。租戶紛紛敦促業主及管理公司免租或賠償，但管理公司只是建議他們嘗試申請保險賠償，惹來租戶強烈不滿。管理公司民亮發展有限公司指訂購所需零件需時4至6星期，管理公司作出一系列臨時紓緩措施，包括於商場內放置多部涼風機及風扇並派人定時注水、短期租用風冷製凍機，場內酷熱情況略有改善，亦將受影響商戶損失情況歸納，向保險公司申報。

### 男子被指在男廁寫「黑警死全家」罪成囚半年
一名30歲男子被指在2021年1月於商場男廁的廁格內，寫上「黑警死全家」及「狗官」等字句，他否認兩項刑事毀壞罪。雖然被告稱遭警員叉頸摑臉，亦被警長威嚇“唔認掟你去國安，老竇老母都拉”。加上稱自己因日常「落單」而隨身攜帶黑色筆。他又指當日晚上6時許肚痛去男廁時，未見廁所門板有任何字。到晚上9時許再次到男廁，發現門板被寫上「黑警死全家」及「狗官」，但他沒有理會。他去完廁所後離開後被便衣警員截停。不過裁判官陳慧敏認為被告供詞是「大謊話」，又認為警員大可在警署內作出暴力行為，不相信警員有對被告作暴力對待。裁判官接納警員見到被告手持水筆，形容被告是預謀地穿黑衫褲，而涉案字句具帶有仇視、霸凌、恫嚇及滅聲等效果，可以激發不同態度人士的情緒。最後他被判監禁半年，同時須向商場賠償1000元清潔費。

### 螺螄粉臭味趕客
一間位於三樓炸雞店的負責人指出「星期日是最差的日子」，並形容自己對此感到無奈和不解。商戶指出原因是同層螺螄粉店經常散發濃烈的臭味，令不少食客敬而遠之，不願走進區域，他更指自對方「入左黎之後就嬲X到依家」，忍受了足足兩年時間，曾考慮過搬遷，但因各種理由仍無奈留在原位。他質疑業主和地產會未能有效幫助商戶，並希望在社交平店公開事件尋求自救之道。現時他只盼望「9月螺絲粉收皮搬走」，但仍對未來不感樂觀，唯有靠自救改變現狀。

## 外部連結
- 葵泰臨時房屋區舊照 （页面存档备份，存于）

22°21′27.17″N 114°7′39.81″E / 22.3575472°N 114.1277250°E